# Alexander Bessmertny
Alexander Bessmertny (geboren 20. März 1888 in St. Petersburg, Russisches Kaiserreich; gestorben 22. August 1943 in Berlin-Moabit; hingerichtet) war ein deutscher Schriftsteller.

## Biografie
Alexander Bessmertny wurde als Sohn der deutschen Schriftstellerin Marie Bessmertny in Russland geboren. Er studierte Jura an den Universitäten Freiburg, München und Kiel. Nach der Promotion zum Dr. jur. arbeitete Bessmertny als Kritiker und Journalist.
Nach dem Ersten Weltkrieg lebte er als freiberuflicher Schriftsteller in Berlin. 1933 musste er als Jude emigrieren. Er zog nach Frankreich, später nach Prag, wo er 1939 denunziert und von der Gestapo verhaftet wurde.

## Die „Zehn Sonette“
Bessmertny gilt als Verfasser der (pornographischen) „Zehn Sonette“, die seit ihrem erstmaligen Druck (1912?) dem romantischen Dichter Friedrich Schlegel (1772–1829) zugeschrieben worden sind. Einziger Zeuge für die Zuschreibung an Bessmertny ist der deutsche Literaturwissenschaftler Paul Englisch, der diese in den Jahren 1929 und 1931 an gleich fünf Stellen (in drei Publikationen) mit unterschiedlichen, teils voneinander abweichenden Formulierungen vorgenommen hat. Zunächst im 2. Band des „Bilderlexions der Erotik“ (1929) gleich zweimal, nämlich jeweils unter den Stichworten „Namensmissbrauch“ und „Franz Blei“; sodann im 2. Band seiner Geschichte der erotischen Literatur „Irrgarten der Erotik“; und schließlich, im zuletzt genannten Band von ihm selbst als Quelle angegeben, in Bd. IX (= Ergänzungsband, erschienen 1929, hg. v. Paul Englisch) des sog. Hayn/Gotendorf (dort S. 530).
Fasst man die Aussagen P. Englischs zusammen, enthalten sie im Wesentlichen drei Behauptungen: 1. Der Erstherausgeber der „Zehn Sonette“ sei Franz Blei; dieser habe eine „niedliche Mystifikation“ vorgenommen, indem er die Sonette Friedrich Schlegel zuschrieb. 2. Erstmals gedruckt wurden die „Zehn Sonette“ in der Sammlung „Erbrochene Siegel“ im Jahr 1912. 3. Der wirkliche Autor sei Alexander Bessmertny.
Soweit sich Englischs Darlegungen überprüfen lassen, treffen sie nur teilweise zu. Die genannte Sammlung von 1912 enthält tatsächlich die „Zehn Sonette“, und sie enthält auch (dort S. 35) die Zuschreibung an Schlegel. Doch die Sprache der „Zehn Sonette“ ist, das wird jeder Kenner bald spüren, eher die der Zeit um 1900 als die der Zeit um 1800. Insofern spricht auch sprachliche Plausibilität eher für 1912 als für eine Zeit vor 1829. Zahlreiche spätere Ausgaben des Textes lassen sich nachweisen (z. B. von 1926 und 1930), jedoch keine frühere.
Letztlich muss die Autorschaft der Sonette allerdings weiter als ungeklärt gelten. Denn die Sammlung „Erbrochene Siegel“ wurde keineswegs von Franz Blei herausgegeben, sondern gilt weithin als Werk des bekannten Bibliophilen und Literaturhistorikers Carl Georg von Maassen (1880–1940). Von diesem dürfte dann auch die Schlegel-Zuschreibung stammen – und letztlich vielleicht auch die „Zehn Sonette“ selbst. Maassen selbst hat um 1910 grotesk-satirische Gedichte im „Simplizissimus“ publiziert (vgl. NDB) und er gründete (u. a. zusammen mit Franz Blei!) die Gesellschaft der Münchener Bibliophilen (1907–1913) – beides würde zu Sonetten und Zuschreibung passen. Womöglich hat Maassen in „Erbrochene Siegel“ mit dieser fiktiven literarhistorischen Vignette ausprobiert, was er wenig später (in seinem „Grundgescheuten Antiquarius“, 1920–1923) mit realen Autoren der Romantik fortführte.
Ungeklärt bleibt auch, warum H. L. Arnold, der in seiner Sammlung „Dein Leib ist mein Gedicht“ (Bern u. a. 1970) die zehn Sonette ebenfalls abdruckt, als Quelle angibt: „Aus Zehn Sonette, o. O. o. J. (1880)“ (S. 208). Telefonisch dazu befragt (Januar 2011) besteht Arnold darauf, dass es sich bei dieser Angabe nicht um eine neuerliche Mystifikation seinerseits gehandelt habe, sondern dass dies die Angaben zu einem entsprechenden Privatdruck der Zeit gewesen seien. Einzelheiten seien ihm nicht mehr erinnerlich. Falls die Jahresangabe 1880 stimmt, kann Bessmertny, der ja erst 1888 geboren wurde, nicht der Autor der zehn Sonette sein, und natürlich auch nicht Maassen. Letzterer ist jedoch 1880 geboren – vielleicht kam es dadurch zu einer Verwechslung. Arnold schreibt im Übrigen in der Vorbemerkung seiner erwähnten Sammlung von 1970 (S. 7), „andere“ (konkrete Belege nennt er nicht) schrieben die Sonette dem Schriftsteller Otto Julius Bierbaum (1865–1910) zu. Falls Arnold wirklich ein Druck der Sonette aus dem Jahr 1880 vorgelegen haben sollte, dann muss ihm klar gewesen sein, dass zumindest diese Zuschreibung kaum stimmen konnte, da Bierbaum zu jenem Zeitpunkt erst 15 Jahre alt gewesen ist. Davon abgesehen, hätte jedoch eine Zuschreibung an Bierbaum einiges an Plausibilität für sich, denn er hinterließ u. a. ein breites lyrisches und erzählerisches Gesamtwerk, das weitgehend von Anlehnungen an ältere Vorbilder bestimmt ist und für seine gelegentliche „Schlüpfrigkeit“ bekannt.
Wer auch immer letztlich der Verfasser der „Zehn Sonette“ gewesen ist – Friedrich Schlegel war es mit an Sicherheit grenzender Wahrscheinlichkeit nicht. Ob Franz Blei, Alexander Bessmertny, Carl Georg von Maassen, Otto Julius Bierbaum oder vielleicht ein anderer aus der breiten „Privatdruckszene“ nach 1900 – in jedem Fall trifft zu, was Arnold im erwähnten Vorwort schreibt: „die philologische Akribie der späteren Herausgabe“ ist „eine ebenso ironische wie humorvolle Parodie auf die positivistischen Texteditionen des späteren 19. Jahrhunderts.“ (S. 7)

## Werke
- „Zehn Sonette“ (1912), Autorschaft ungeklärt!
- „Am Ende“ / „Unfall“ (In: Die Aktion, 1913, Sp. 392 u. 825; vgl.: Hartmut Geerken (Hrsg.): Dich süße Sau nenn ich die Pest von Schmargendorf. Erotische Gedichte des Expressionismus. München: btb 2006)
- „Gottfried Christoph Beireis“. In: Jahrbuch der Sammlung Kippenberg 9 (1931), S. 96–178. Faksimile beim Goethezeitportal, s. Link
- Das Atlantisrätsel. Leipzig: Voigtländer, 1932.